# Frania Gillen-Buchert
Frania Gillen-Buchert (* 13. November 1981 in Kapstadt, Südafrika) ist eine ehemalige schottische Squashspielerin. 

## Karriere
Frania Gillen-Buchert spielte von 2000 bis 2014 auf der WSA World Tour. Ihre höchste Platzierung in der Weltrangliste erreichte sie mit Rang 53 im Juli 2003. Mit der schottischen Nationalmannschaft nahm sie 2004 und 2012 an der Weltmeisterschaft teil. Von 2003 bis 2012 stand sie zudem zehnmal in Folge im schottischen Kader bei Europameisterschaften. 2005 und 2006 vertrat sie Schottland bei den Europameisterschaften im Einzel und erzielte 2006 mit dem Einzug ins Viertelfinale ihr bestes Resultat. Darüber hinaus stand sie ebenso bei den Weltmeisterschaften im Doppel und Mixed 2006 im schottischen Aufgebot, wie auch bei den Commonwealth Games 2006, 2010 und 2014. Nach den Commonwealth Games 2014 beendete sie ihre Karriere. 2006, 2009 und 2012 wurde sie schottische Meisterin.

## Erfolge
- Schottische Meisterin: 3 Titel (2006, 2009, 2012)